# Razz (Band)

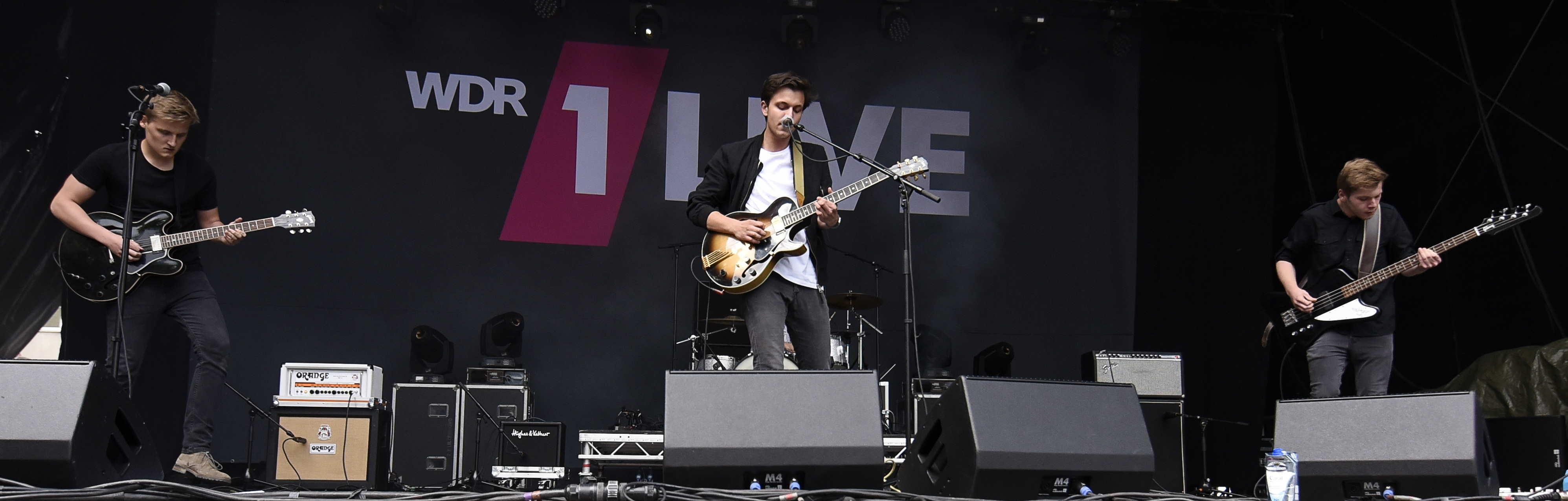
RAZZ bei Bochum Total 2016

Razz (Eigenschreibweise: RAZZ) ist eine Indie-Rockband aus der Gemeinde Twist im Emsland. Die Bandmitglieder sind Niklas Keiser (Sänger), Steffen Pott (Schlagzeug), Christian Knippen (Gitarre) und Lukas Bruns (Bass).

## Geschichte

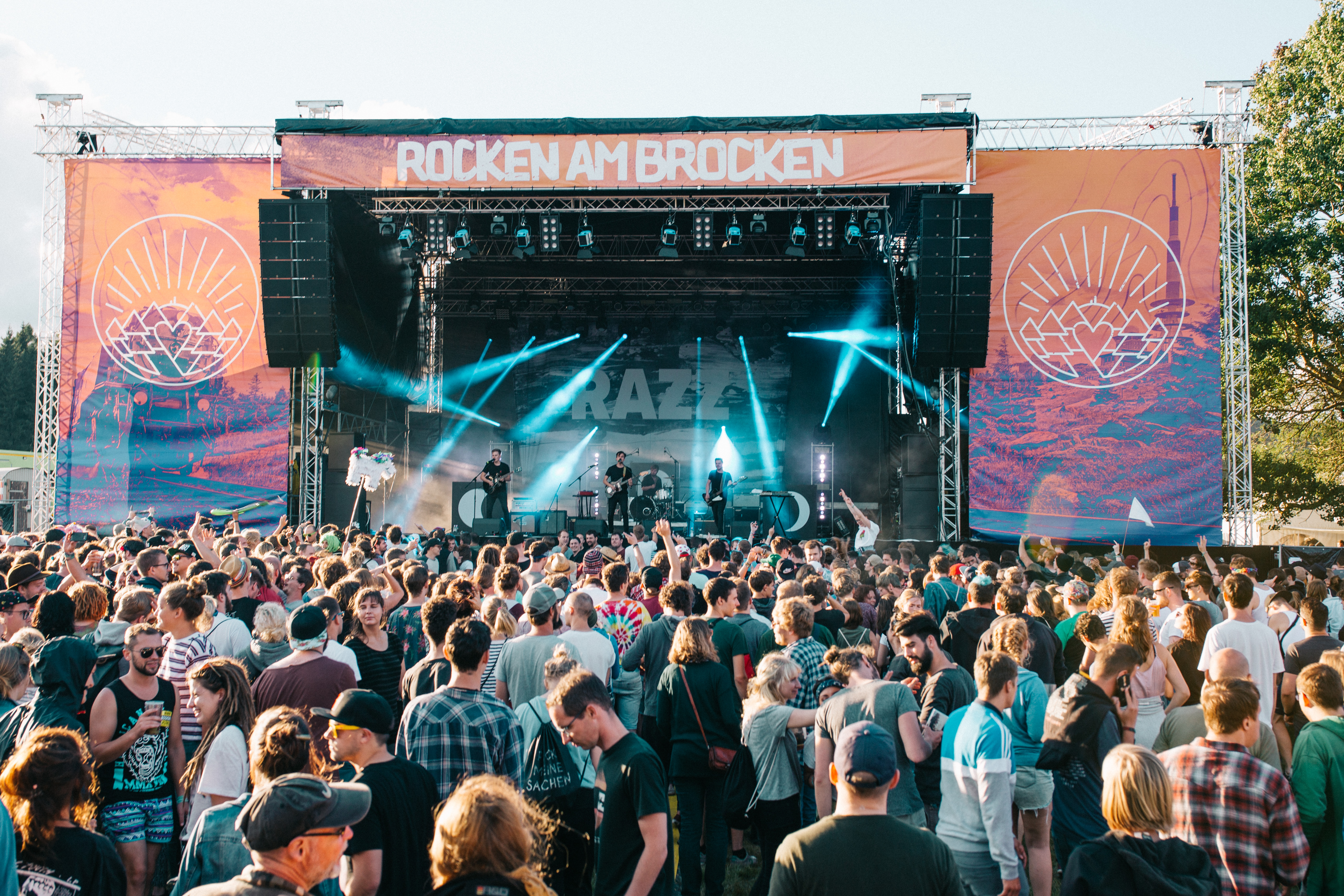
RAZZ bei Rocken am Brocken 2017

Die Band wurde im Mai 2011 gegründet. Das erste Konzert mit selbst geschriebenen Titeln spielten sie im Rahmen des Abifestivals 2012 in Lingen (Ems).
2013 traten sie als Vorband bei der Tournee von Alex Clare auf. Außerdem absolvierten sie 2013 und 2014 Auftritte bei verschiedenen Festivals, wie dem Open Flair Festival, Lollapalooza in Berlin, dem Deichbrand-Festival, dem Reeperbahn Festival und dem Hurricane Festival. 2014 erhielten den Nachwuchspreis von Radio Fritz.
Die erste Single Black Feathers erschien im Juli 2015. Die zweite Single Youth And Enjoyment und ihr Debütalbum With Your Hands We’ll Conquer wurden im Oktober 2015 veröffentlicht. Das Album war für eine Woche in den deutschen Albumcharts gelistet und erreichte Platz 69. Ihre erste eigenständige Konzerttournee fand 2015/2016 an mehreren Orten in Deutschland statt.
Im Zuge der Albumveröffentlichung traten sie in der Sendung Circus Halligalli vom 14. Dezember 2015 als Band aus der Telefonzelle sowie in einer Folge (Erstausstrahlung 6. Januar 2016) der Fernsehserie Gute Zeiten, schlechte Zeiten auf. Anfang 2016 unterstützten Razz die Chemnitzer Rockband Kraftklub bei zwei ihrer Konzerte.
2017 waren sie Vorband auf den Deutschland-Konzerten von Jimmy Eat World und spielten erstmals bei den Festivals Rock am Ring und Rock im Park.
Das zweite Studioalbum Nocturnal erschien im September 2017. Es wurde produziert von Stephen Street. Das Album platzierte sich für eine Woche in den Albumcharts und erreichte Platz 55.
Nach der Veröffentlichung des Albums spielten sie Konzerte in Deutschland, Österreich und der Schweiz als Headliner und als Vorband von Mando Diao.
2019 unterstützte Razz die englische Indie-Rock-Band Bloc Party bei zwei Deutschlandkonzerten.
Am 18. Juni 2021 ist die EP Might Delete Later erschienen; zu den sechs enthaltenen Titeln gehören die vorab veröffentlichten Singles 1969 - Conrad, Like You und Game.

## Stil
Razz spielen eine experimentelle Mischung aus alternativem Indie und Rock. Sie kombinieren Garage Rock, ein wenig Rock ’n’ Roll und Bluesrock mit modernen Beats. Oft werden Razz mit den Kings of Leon verglichen.

## Diskografie

### Studioalben
| Jahr | Titel                         | Veröffentlichung | Label                     |
| ---- | ----------------------------- | ---------------- | ------------------------- |
| 2015 | With Your Hands We’ll Conquer | 30.10.2015       | Long Branch Records / SPV |
| 2017 | Nocturnal                     | 08.09.2017       | Long Branch Records / SPV |
| 2022 | Everything You Will Ever Need | 15.07.2022       | Razz                      |

### EPs
| Jahr | Titel                    | Veröffentlichung | Label                     |
| ---- | ------------------------ | ---------------- | ------------------------- |
| 2018 | Nocturnal - Bonus Tracks | 13.04.2018       | Long Branch Records / SPV |
| 2021 | Might Delete Later       | 18.06.2021       | Razz                      |

### Singles
| Jahr | Titel                     | Veröffentlichung | Album/ EP                     | Label                     |
| ---- | ------------------------- | ---------------- | ----------------------------- | ------------------------- |
| 2015 | Black Feathers            | 03.07.2015       | With Your Hands We’ll Conquer | Long Branch Records / SPV |
| 2015 | Youth And Enjoyment       | 30.10.2015       | With Your Hands We’ll Conquer | Long Branch Records / SPV |
| 2017 | Paralysed                 | 16.06.2017       | Nocturnal                     | Long Branch Records / SPV |
| 2020 | 1969 – Conrad             | 04.12.2020       | Might Delete Later            | Razz                      |
| 2021 | Like You                  | 26.02.2021       | Might Delete Later            | Razz                      |
| 2021 | Game                      | 30.04.2021       | Might Delete Later            | Razz                      |
| 2021 | Everything I‘ll Ever Need | 16.12.2021       |                               | Razz                      |